# Flughafen Berbérati

i7
i11
i13
Der Flughafen Berbérati (französisch Aéroport de Berbérati, IATA-Code: BBT, ICAO-Code: FEFT) ist der Flughafen von Berbérati, der Hauptstadt der Präfektur Mambéré-Kadéï im Westen der Zentralafrikanischen Republik.
Der Flughafen liegt 4 km südlich des Stadtzentrums von Berbérati, von landwirtschaftlich genutzten Flächen umgeben auf einer Höhe von 588 m. Er wird nicht im regulären Passagierverkehr angeflogen, nachts ist er geschlossen. Ein Anflug ist nur nach Anfrage möglich.

## Zwischenfälle
- Am 29. März 1959 stürzte eine Nord Noratlas 2502 der französischen Union Aéromaritime de Transport (UAT) (Luftfahrzeugkennzeichen F-BGZB) auf dem Flug von Berbérati nach Bangui im Dschungel ab. Die Absturzstelle soll nahe Banga, nach anderen Angaben bei Boda oder Boukpayanga gelegen haben. Alle vier Besatzungsmitglieder und fünf (sechs?) Passagiere kamen dabei ums Leben, darunter der Premierminister Barthélemy Boganda, was zu einer Staatskrise führte.[4][5]

- Am 19. Mai 1999 verunglückte eine Jakowlew Jak-40 der Centrafrican Airlines ("TL-ACO") bei der Landung auf dem Flughafen Berbérati. Bei der Landung überrollte die Maschine das Landebahnende und wurde irreparabel beschädigt. Alle 33 Insassen überlebten den Unfall. Das Kennzeichen "TL-ACO" war illegal aufgebracht worden; somit war das Flugzeug überhaupt nicht zugelassen.[6]